# خوسه روخاس (بازیکن بسکتبال)
خوسه روخاس (اسپانیایی: José Rojas‎؛ زادهٔ ۹ نوامبر ۱۹۲۳ - درگذشته نامشخص) بازیکن بسکتبال اهل مکزیک بود. وی در بازی‌های المپیک تابستانی ۱۹۴۸ و ۱۹۵۲ شرکت کرده‌است.